# (27923) Dimitribartolini
(27923) Dimitribartolini est un astéroïde de la ceinture principale découvert en 1996.

## Description
(27923) Dimitribartolini a été découvert le 4 décembre 1996 dans la Station d'observation d'Asiago Cima Ekar, gérée par l'observatoire astronomique de Padoue en Italie, par Ulisse Munari et Maura Tombelli.

### Caractéristiques orbitales
L'orbite de cet astéroïde est caractérisée par un demi-grand axe de 3,16 UA, un périhélie de 2,64 UA, une excentricité de 0,16 et une inclinaison de 1,45° par rapport à l'écliptique. Du fait de ces caractéristiques, à savoir un demi-grand axe compris entre 2 et 3,2 UA et un périhélie supérieur à 1,666 UA, il est classé, selon la JPL Small-Body Database, comme objet de la ceinture principale.

### Caractéristiques physiques
(27923) Dimitribartolini a une magnitude absolue (H) de 13,9 et un albédo estimé à 0,064.